# Жарден (Ізер)
Жарде́н (фр. Jardin) — муніципалітет у Франції, у регіоні Овернь-Рона-Альпи, департамент Ізер. Населення — 2168 осіб (01.01.2021).
Муніципалітет розташований на відстані близько 420 км на південний схід від Парижа, 30 км на південь від Ліона, 75 км на північний захід від Гренобля.

## Історія
До 2015 року муніципалітет перебував у складі регіону Рона-Альпи. Від 1 січня 2016 року належить до нового об'єднаного регіону Овернь-Рона-Альпи.

## Демографія
Динаміка населення (INSEE ):
Розподіл населення за віком та статтю (2006):
| Стать | Всього | До 15 років | 15-24 | 25-44 | 45-64 | 65-85 | Понад 85 |
| --- | ------ | ----------- | ----- | ----- | ----- | ----- | -------- |
| Чоловіки | 1057   | 260         | 124   | 257   | 302   | 102   | 12       |
| Жінки | 1071   | 200         | 124   | 255   | 333   | 123   | 36       |
| \| Статево-вікова піраміда \| Статево-вікова піраміда \| Статево-вікова піраміда \| \| ----------------------- \| ----------------------- \| ----------------------- \| \| Чоловіки \| Вік \| Жінки \| \| 12 \| 85 + \| 36 \| \| 13 \| 80-84 \| 37 \| \| 21 \| 75-79 \| 9 \| \| 30 \| 70-74 \| 43 \| \| 38 \| 65-69 \| 34 \| \| 64 \| 60-64 \| 60 \| \| 64 \| 55-59 \| 64 \| \| 89 \| 50-54 \| 94 \| \| 85 \| 45-49 \| 115 \| \| 124 \| 40-44 \| 115 \| \| 64 \| 35-39 \| 76 \| \| 26 \| 30-34 \| 38 \| \| 43 \| 25-29 \| 26 \| \| 47 \| 20-24 \| 30 \| \| 77 \| 15-20 \| 94 \| \| 145 \| 10-14 \| 72 \| \| 60 \| 5-9 \| 81 \| \| 55 \| 0-4 \| 47 \| |        |             |       |       |       |       |          |
| Статево-вікова піраміда |        |             |       |       |       |       |          |
| Чоловіки | Вік    | Жінки       |       |       |       |       |          |
| 12 | 85 +   | 36          |       |       |       |       |          |
| 13 | 80-84  | 37          |       |       |       |       |          |
| 21 | 75-79  | 9           |       |       |       |       |          |
| 30 | 70-74  | 43          |       |       |       |       |          |
| 38 | 65-69  | 34          |       |       |       |       |          |
| 64 | 60-64  | 60          |       |       |       |       |          |
| 64 | 55-59  | 64          |       |       |       |       |          |
| 89 | 50-54  | 94          |       |       |       |       |          |
| 85 | 45-49  | 115         |       |       |       |       |          |
| 124 | 40-44  | 115         |       |       |       |       |          |
| 64 | 35-39  | 76          |       |       |       |       |          |
| 26 | 30-34  | 38          |       |       |       |       |          |
| 43 | 25-29  | 26          |       |       |       |       |          |
| 47 | 20-24  | 30          |       |       |       |       |          |
| 77 | 15-20  | 94          |       |       |       |       |          |
| 145 | 10-14  | 72          |       |       |       |       |          |
| 60 | 5-9    | 81          |       |       |       |       |          |
| 55 | 0-4    | 47          |       |       |       |       |          |

## Економіка
2010 року серед 1441 особи працездатного віку (15—64 років) 1055 були активними, 386 — неактивними (показник активності 73,2%, у 1999 році було 73,5%). З 1055 активних мешканців працювало 980 осіб (525 чоловіків та 455 жінок), безробітними було 75 (33 чоловіки та 42 жінки). Серед 386 неактивних 138 осіб було учнями чи студентами, 160 — пенсіонерами, 88 були неактивними з інших причин.

У 2010 році в муніципалітеті числилось 795 оподаткованих домогосподарств, у яких проживали 2243,5 особи, медіана доходів виносила 23 547 євро на одного особоспоживача

## Міста-побратими
- Стангелла, Італія (2002)